# AZ Alkmaar
Alkmaar Zaanstreek, mer känd som AZ, ibland AZ Alkmaar, är en nederländsk fotbollsklubb från Alkmaar. Laget grundades 10 maj 1967 efter en sammanslagning av Alkmaar '54 och FC Zaanstreek. Hemmamatcherna spelas på den nybyggda AFAS Stadion. AZ vann den nederländska högstaligan Eredivisie säsongen 2008–2009.

## Historia
AZ gick upp i Eredivisie 1968. Efter flera år med bottenplaceringar kunde laget etablera sig och nådde en tredjeplats 1977 bakom Ajax och PSV Eindhoven. 1978 vann klubben för första gången den nederländska cupen KNVB Cup efter finalseger med 1–0 mot Ajax. 
1980 nådde laget en andraplats i ligan och kvalificerade sig för Uefacupen. 1981 spelade AZ sin första europeiska cupfinal, Uefacup-finalen, men förlorade mot Ipswich Town. 1981 blev klubben för första gången nederländska mästare och vann även KNVB Cup. I klubben spelade bland andra landslagsanfallaren Kees Kist som blev skyttekung i Eredivise två gånger och Bert van Marwijk, senare förbundskapten för Nederländerna.
1988 åkte klubben ur Eredivisie och första 1996 var AZ tillbaka i högstaligan men åkte ur direkt. 1999 var klubben återigen tillbaka och kunde etablera sig. Under Co Adriaanse nådde laget spel i Europa. 2005 nådde laget en andraplats i ligan och i laget spelade de nederländska landslagsspelarna Joris Mathijsen och Denny Landzaat. 2008–2009 ledde Louis van Gaal klubben till den andra ligatiteln. I laget återfanns bland andra Stijn Schaars, Ari da Silva Ferreira och skyttekungen Mounir El Hamdaoui.

## Placering senaste säsonger
| Säsong  | Nivå | Liga       | Placering | Referens | Kommentar             |
| ------- | ---- | ---------- | --------- | -------- | --------------------- |
| 2007/08 | 1    | Eredivisie | 11        | [ 1 ]    |                       |
| 2008/09 | 1    | Eredivisie | 1         | [ 2 ]    | Mästare               |
| 2009/10 | 1    | Eredivisie | 5         | [ 3 ]    |                       |
| 2010/11 | 1    | Eredivisie | 4         | [ 4 ]    |                       |
| 2011/12 | 1    | Eredivisie | 4         | [ 5 ]    |                       |
| 2012/13 | 1    | Eredivisie | 10        | [ 6 ]    |                       |
| 2013/14 | 1    | Eredivisie | 8         | [ 7 ]    |                       |
| 2014/15 | 1    | Eredivisie | 3         | [ 8 ]    |                       |
| 2015/16 | 1    | Eredivisie | 4         | [ 9 ]    |                       |
| 2016/17 | 1    | Eredivisie | 6         | [ 10 ]   |                       |
| 2017/18 | 1    | Eredivisie | 3         | [ 11 ]   |                       |
| 2018/19 | 1    | Eredivisie | 4         | [ 12 ]   |                       |
| 2019/20 | 1    | Eredivisie | x         | [ 13 ]   | (Coronaviruspandemin) |
| 2020/21 | 1    | Eredivisie | 3         | [ 14 ]   |                       |
| 2021/22 | 1    | Eredivisie | 5         | [ 15 ]   |                       |
| 2022/23 | 1    | Eredivisie |           |          |                       |

## Spelare

### Spelartrupp
| 1  | Nederländerna | Rome-Jayden Owusu-Oduro | 2 juli 2004      | AZ Alkmaar            |
| 12 | Nederländerna | Hobie Verhulst          | 2 april 1993     | Go Ahead Eagles (-20) |
| 13 | Nederländerna | Sem Westerveld          | 18 juli 2002     | AZ Alkmaar            |
| 31 | Nederländerna | Daniël Virginio Deen    | 13 februari 2003 | AZ Alkmaar            |
| 41 | Nederländerna | Jeroen Zoet             | 6 januari 1991   | Spezia (-24)          |

| 3  | Nederländerna | Wouter Goes        | 10 juni 2004     | AZ Alkmaar         |
| 4  | Nederländerna | Bruno Martins Indi | 8 februari 1992  | Stoke City (-20)   |
| 5  | Portugal      | Alexandre Penetra  | 9 september 2001 | Famalicão (-23)    |
| 16 | Japan         | Seiya Maikuma      | 16 oktober 1997  | Cerezo Osaka (-24) |
| 18 | Norge         | David Møller Wolfe | 23 april 2002    | Brann (-23)        |
| 22 | Nederländerna | Maxim Dekker       | 21 april 2004    | AZ Alkmaar         |
| 30 | Nederländerna | Denso Kasius       | 6 oktober 2002   | Bologna (-23)      |
| 34 | Nederländerna | Mees de Wit        | 17 april 1998    | PEC Zwolle (-22)   |

| 6  | Nederländerna | Peer Koopmeiners | 4 maj 2000      | AZ Alkmaar             |
| 8  | Nederländerna | Jordy Clasie     | 27 juni 1991    | Southampton (-19)      |
| 10 | Nederländerna | Sven Mijnans     | 9 mars 2000     | Sparta Rotterdam (-23) |
| 14 | Serbien       | Kristijan Belić  | 25 mars 2001    | Partizan Belgrad (-24) |
| 24 | Nederländerna | Lewis Schouten   | 4 februari 2004 | AZ Alkmaar             |
| 26 | Nederländerna | Kees Smit        | 20 januari 2006 | AZ Alkmaar             |
| 27 | Nederländerna | Zico Buurmeester | 7 juni 2002     | AZ Alkmaar             |
| 33 | Nederländerna | Dave Kwakman     | 7 augusti 2004  | AZ Alkmaar             |

| 7  | Nederländerna | Ruben van Bommel  | 3 augusti 2004   | MVV (-23)           |
| 9  | Irland        | Troy Parrott      | 4 februari 2002  | Tottenham (-24)     |
| 11 | Ghana         | Ibrahim Sadiq     | 7 maj 2000       | BK Häcken (-23)     |
| 17 | Nederländerna | Jayden Addai      | 26 augusti 2005  | AZ Alkmaar          |
| 21 | Nederländerna | Ernest Poku       | 28 januari 2004  | AZ Alkmaar          |
| 23 | Sverige       | Mayckel Lahdo     | 30 december 2002 | Hammarby IF (-22)   |
| 28 | Nederländerna | Lequincio Zeefuik | 26 november 2004 | Volendam (-24)      |
| 35 | Nederländerna | Mexx Meerdink     | 24 juli 2003     | De Graafschap (-19) |

### Utlånade spelare
| Nr | Land          | Pos | Namn                                                         |
| -- | ------------- | --- | ------------------------------------------------------------ |
|    | Nederländerna | A   | Myron van Brederode (i Fortuna Düsseldorf till 30 juni 2025) |

| Nr | Land          | Pos | Namn                                      |
| -- | ------------- | --- | ----------------------------------------- |
|    | Nederländerna | F   | Finn Stam (i Groningen till 30 juni 2025) |